# 乡城无心菜
乡城无心菜（学名：Arenaria xerophila var. xiangchengensis）为石竹科无心菜属下的一个变种。